# Novocin Peak
Novocin Peak är en bergstopp i Antarktis. Den ligger i Västantarktis. Argentina, Chile och Storbritannien gör anspråk på området. Toppen på Novocin Peak är 1 294 meter över havet.
Terrängen runt Novocin Peak är platt söderut, men norrut är den kuperad. Trakten är obefolkad. Det finns inga samhällen i närheten.